# 瑙瓦尔德
瑙瓦尔德是德国萨克森州的一个市镇。总面积20.35平方公里，总人口1025人，其中男性515人，女性510人（2011年12月31日），人口密度50人/平方公里。